# Bitwa pod Pistorią
Bitwa pod Pistorią – bitwa stoczona w styczniu 62 roku p.n.e., między wojskami republiki rzymskiej a spiskowcami pod dowództwem Katyliny.

## Bitwa
Po nieudanej próbie przejęcia władzy, Katylina wraz ze swoimi zwolennikami, próbował wycofać się do Galii Przedalpejskiej. Ścigali go Kwintus Cecyliusz Metellus Celer i Gajusz Antoniusz Hybryda dowodzący swoimi oddziałami. Katylina zamierzał zaatakować jeden z nich mając nadzieję, że po jego zniszczeniu, drugi wycofa się zdemoralizowany.
Oba oddziały były w stanie nieoczekiwanie dobrze skoordynować swoje postępy, tak że przybyły do Pistorii w Toskanii w tym samym czasie i były w stanie stawić czoła wrogowi połączonymi siłami. Pierwotnie planowano powierzyć naczelne dowództwo nad legionami Gajuszowi Antoniuszowi Hybrydzie, jednak tuż przed bitwą zranił się w nogę i musiał przekazać dowództwo swemu legatowi Markowi Petrejuszowi.
Pierwszy atak wojsk Petrejusza skierowany był na środek linii wroga. Ze względu na znaczną ilość legionistów, wojska Katyliny zostały odepchnięte. Katylina rozkazał następnie zaatakować flanki wroga strzałami i pilami, co kosztowało życie wielu legionistów Petrejusza. Jednak po krótkiej walce oddziały piechoty Katyliny poddały się i wycofały. Rzymski historyk Salustiusz pisał, że Katylina, widząc że bitwa jest przegrana, bohatersko rzucił się z uniesionym mieczem w szeregi wroga, gdzie po krótkiej walce zginął. Śmierć Katyliny była równoznaczna z zakończeniem sprzysiężenia.